# Piedra Roja (Panamá)
Piedra Roja es un corregimiento del distrito de Kankintú en la comarca Ngäbe-Buglé, República de Panamá. La localidad tiene 3.035 habitantes (2010).